# 約旦國家圖書館
約旦國家圖書館（阿拉伯语：دائرة المكتبة الوطنية）是約旦的國家圖書館，位於首都安曼，成立於1977年。

## 歷史
- 1977年：建立國家圖書館和國家文件局。
- 1990年：圖書館和國家文件局被兩個新實體取代：國家圖書館部及文獻中心。
- 1994年：國家圖書館和文獻中心兩個部門合併為一個獨立的部門。